# Willem Carel Hendrik van Lynden van Blitterswijk
Jonkheer Willem Carel Hendrik van Lynden van Blitterswijk (Nijmegen, 2 september 1736 - Arnhem, 13 februari 1816) was een Nederlands politicus.
Van Lynden van Blitterswijk was een Gelderse orangistische edelman, die tijdens de Republiek belangrijke functies in Zeeland bekleedde. Zo was hij representant van de eerste edele van Zeeland en lid van Gecommitteerde Raden van Zeeland. Hij volgde in de Bataafse Tijd de prins-stadhouder naar Duitsland. Willem I benoemde hem in 1813 tot lid van de Grondwetscommissie en daarna kreeg hij zitting in de Staten-Generaal der Verenigde Nederlanden (1814-1815). Hij werd in 1815 benoemd tot Eerste Kamerlid, maar stierf korte tijd daarna.
- Biografisch Portaal: 37845290
- Digitale Bibliotheek voor de Nederlandse Letteren: lijn050
- Gemeinsame Normdatei: 1024281124
- International Standard Name Identifier: 0000 0003 7980 4935
- Nederlandse Thesaurus van Auteursnamen: 070216398
- Parlement.com: vg09llroosz6
- Virtual International Authority File: 258304169
- WorldCat: E39PBJdCv6R77MpRVFdPwjVQv3